# Ixora mildbraedii
Ixora mildbraedii är en måreväxtart som beskrevs av Kurt Krause. Ixora mildbraedii ingår i släktet Ixora och familjen måreväxter. Inga underarter finns listade i Catalogue of Life.